# Omar Eddahri
Omar Eddahri, né le 30 août 1990 à Stockholm en Suède, est un footballeur suédo-marocain. Il évolue au poste d'attaquant au GIF Sundsvall. Il possède la double nationalité marocaine et suédoise.

## Biographie
Lors de la saison 2017, il inscrit huit buts en Allsvenskan (D1). Il est l'auteur d'un doublé le 21 septembre, sur la pelouse de l'Örebro SK (victoire 2-3).

## Palmarès
- Vice-champion de Superettan (D2) en 2016 avec l'AFC Eskilstuna